# Promachus palmensis
Promachus palmensis là một loài ruồi trong họ Asilidae. Promachus palmensis được Frey miêu tả năm 1937. Loài này phân bố ở vùng Cổ Bắc giới.